# Andreas Beschorner
Andreas Beschorner (* 1963 in Freising) ist ein deutscher klassischer Philologe, Journalist und Publizist.
Im Jahre 1991 wurde er beim Altphilologen Niklas Holzberg an der Philosophischen Fakultät der Ludwig-Maximilians-Universität München mit der Dissertation Untersuchungen zu Dares Phrygius zum Dr. phil. promoviert; das Korreferat übernahm Werner Suerbaum. Sie gilt als wichtiger Forschungsbeitrag. Auch der unter seiner Mitarbeit herausgegebene Band Der Äsop-Roman. Motivgeschichte und Erzählstruktur (1992) wurde in wissenschaftlichen Rezensionen positiv aufgenommen; mit Holzberg verantwortete er dort die Bibliographie zum Äsop-Roman. Er wurde Lehrbeauftragter an der LMU München, hat mehrere Beiträge zum Antiken Roman verfasst und veröffentlichte etwa in der altphilologischen Fachzeitschrift Hermes. Im Jahr 1999 erschien die Monographie Helden und Heroen, Homer und Caracalla.
Beschorner ist als freier Journalist unter anderem Mitarbeiter des Freisinger Tagblatts, der Lokalausgabe des Münchner Merkur, und seit 2016 Redaktionsleiter des Freisinger Stadtmagazins FINK. Er ist verheiratet mit der Redakteurin Andrea Beschorner (geb. Schillinger) und hat zwei Töchter.

## Schriften (Auswahl)
- Untersuchungen zu Dares Phrygius (= Classica Monacensia. Bd. 4). Narr, Tübingen 1992, ISBN 3-8233-4863-9.
- Hrsg. durch Niklas Holzberg unter Mitarbeit von Andreas Beschorner und Stefan Merkle: Der Äsop-Roman. Motivgeschichte und Erzählstruktur (= Classica Monacensia. Bd. 6). Narr, Tübingen 1992, ISBN 3-8233-4865-5.
- Helden und Heroen, Homer und Caracalla. Übersetzung, Kommentar und Interpretationen zum Heroikos des Flavios Philostratos (= Pinakes. 5). Levante, Bari 1999, ISBN 88-7949-206-3.
- Andreas Beschorner, Zu Arnolt Bronnens „Aisopos“ (1956), in: Der Äsop-Roman. Motivgeschichte und Erzählstruktur, hrsg. von Niklas Holzberg unter Mitarbeit von Andreas Beschorner und Stefan Merkle, Tübingen 1992 (Classica Monacensia 5), 155–161.
- Andreas Beschorner/Niklas Holzberg, A Bibliography of the Aesop Romance, in: ebd., 165–190.
- Stefan Merkle/Andreas Beschorner, Der Tyrann und der Dichter. Handlungssequenzen in den Phalaris-Briefen, in: Der griechische Briefroman. Gattungstypologie und Textanalyse, hrsg. von Niklas Holzberg unter Mitarbeit von Stefan Merkle, Tübingen 1994 (Classica Monacensia 8), 116–168
- Andreas Beschorner, Griechische Briefbücher berühmter Männer. Eine Bibliographie, in: ebd., 169–190
- Andreas Beschorner, Bibliographie, in: Fabeln der Antike. Griechisch-Lateinisch-Deutsch, hrsg. und übers. von Harry C. Schnur. Überarbeitet von E. Keller, Zürich (3. Auflage) 1997 (Tusculum), 344–362
- Andreas Beschorner, Eros pezos. Profili di romanzieri, „novellisti“, epistolografi erotici greci e latini, in: Eros. Antiche trame greche d’amore, a cura di A. Stramaglia, Bari 2000 (le Rane 28), 9–70.
- Andreas Beschorner/Siegfried Martin, Freising, Passau 2004
- Andreas Beschorner/Sabina Dannoura/Simone Jell, Gesichter der Region, herausgegeben von der Arbeitsgemeinschaft Regionalmarketing für die Nachbarregion Flughafen München-Erding-Freising, Freising 2006.
- 50 Jahre Stadtwerke Freising, Herausgeber: Stadtwerke Freising, Text: Dr. Andreas Beschorner, Freising 2009.
- Andreas Beschorner, Aus gutem Hause. Eine Chronik zum 100-jährigen Bestehen des Haus- und Grundbesitzervereins Freising, Hallbergmoos 2011.
- Andreas Beschorner/Andrea Schillinger, Das Akademiezentrum Raitenhaslach der Technischen Universität München (TUM Science & Study Center Raitenhaslach), hrsg. von Prof. Dr. Dr. h. c. mult. Wolfgang A. Herrmann, München 2016 (144 Seiten).
- Andreas Beschorner/Andrea Schillinger, Das Akademiezentrum der Technischen Universität München in Raitenhaslach (TUM Science & Study Center Raitenhaslach), hrsg. von Prof. Dr. Dr. h. c. mult. Wolfgang A. Herrmann, Raitenhaslach 2016 (34 Seiten).